# 1925 en musique classique
| \| • Retour à la chronologie générale de la musique classique • \| |
| Grèce • Rome • Haut Moyen Âge • VIIIe siècle • IXe siècle • Xe siècle • XIe siècle XIIe siècle • XIIIe siècle • XIVe siècle • XVe siècle • XVIe siècle • XVIIe siècle XVIIIe siècle • XIXe siècle • XXe siècle • XXIe siècle |
| • Retour à la chronologie générale de la musique classique • |

| Années en musique classique : 1922 - 1923 - 1924 - 1925 - 1926 - 1927 - 1928    |
| Décennies en musique classique : 1890 - 1900 - 1910 - 1920 - 1930 - 1940 - 1950 |

## Événements

### Créations
- 24 janvier : la Sonate pour violon et piano no 2, d'Ernest Bloch, créée par André de Ribaupierre et Beryl Rubinstein à New York.
- 16 février : Sept haï-kaïs de Maurice Delage créés à Paris.
- 21 mars : L'Enfant et les Sortilèges, opéra de Maurice Ravel, créé à Monte-Carlo.
- 29 mars : la Sonate pour clarinette, flûte et piano, de Maurice Emmanuel, créée par Louis Cahuzac, René Le Roy et Janine Weil .
- 3 avril : At the Boar's Head, opéra de Gustav Holst, créé à Manchester.
- 2 mai : le Quintette pour piano et cordes, de Vincent d'Indy, créé par la pianiste Blanche Selva à la Société nationale de musique.
- 21 mai : Doktor Faust, opéra de Ferruccio Busoni, créé à Dresde.
- 29 mai : le Concerto grosso no 1 d'Ernest Bloch, créé par l'Orchestre de l'Institut de Musique de Cleveland sous la direction du compositeur avec Walter Scott au piano.
- 6 juin : la Symphonie no 2 de Sergueï Prokofiev, créée à Paris.
- 11 juin : le Concerto pour violon et instruments à vent de Kurt Weill, créé à Paris.
- 12 juin : le Quatuor à cordes de Gabriel Fauré, créé au Conservatoire de Paris avec Jacques Thibaud et Robert Krettly au violon, Maurice Vieux à l'alto, André Hekking au violoncelle.
- 1er juillet : La Naissance de la lyre, opéra d'Albert Roussel, créé au Palais Garnier à Paris.
- 15 octobre : Sonate pour violon et piano no 2 et Sérénade d'Albert Roussel, créés à Paris à la Société musicale indépendante.
- 30 octobre : Paganini, opérette de Franz Lehár avec Carl Clewing (de) dans le rôle-titre, créée au théâtre Johann Strauss de Vienne.
- 11 novembre : Šárka, opéra de Janáček (composé en 1887), créé à Brno sous la direction de Václav Neumann.
- 11 décembre : la Symphonie no 6, de Carl Nielsen, créée à Copenhague.
- 3 décembre : le Concerto en fa, de George Gershwin, créé au Carnegie Hall.
- 14 décembre : Wozzeck, opéra d’Alban Berg, créé à Berlin.
- 31 décembre : le Concerto in modo misolidio d'Ottorino Respighi, créé au Carnegie Hall de New York avec le compositeur au piano, l'Orchestre philharmonique de New York dirigé par Willem Mengelberg.

Date indéterminée
- le Quatuor à cordes no 2 de Bohuslav Martinů, créé à Berlin.

### Autres
- Joseph Canteloube fonde La Bourrée pour faire connaître le folklore de sa région.
- Création de l'Orchestre des concerts Straram (dissous en 1933).
- Création de l'Orchestre symphonique national du Danemark.
- Création du Rundfunk-Sinfonieorchester Berlin.
- Création du disque 78 tours.

## Naissances

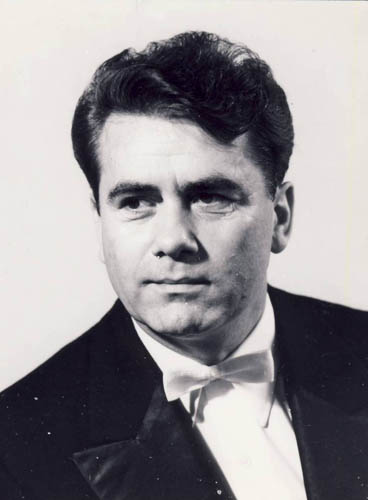
Marin Constantin

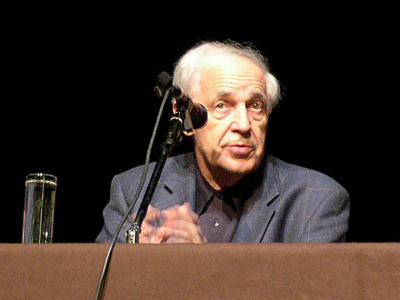
Pierre Boulez

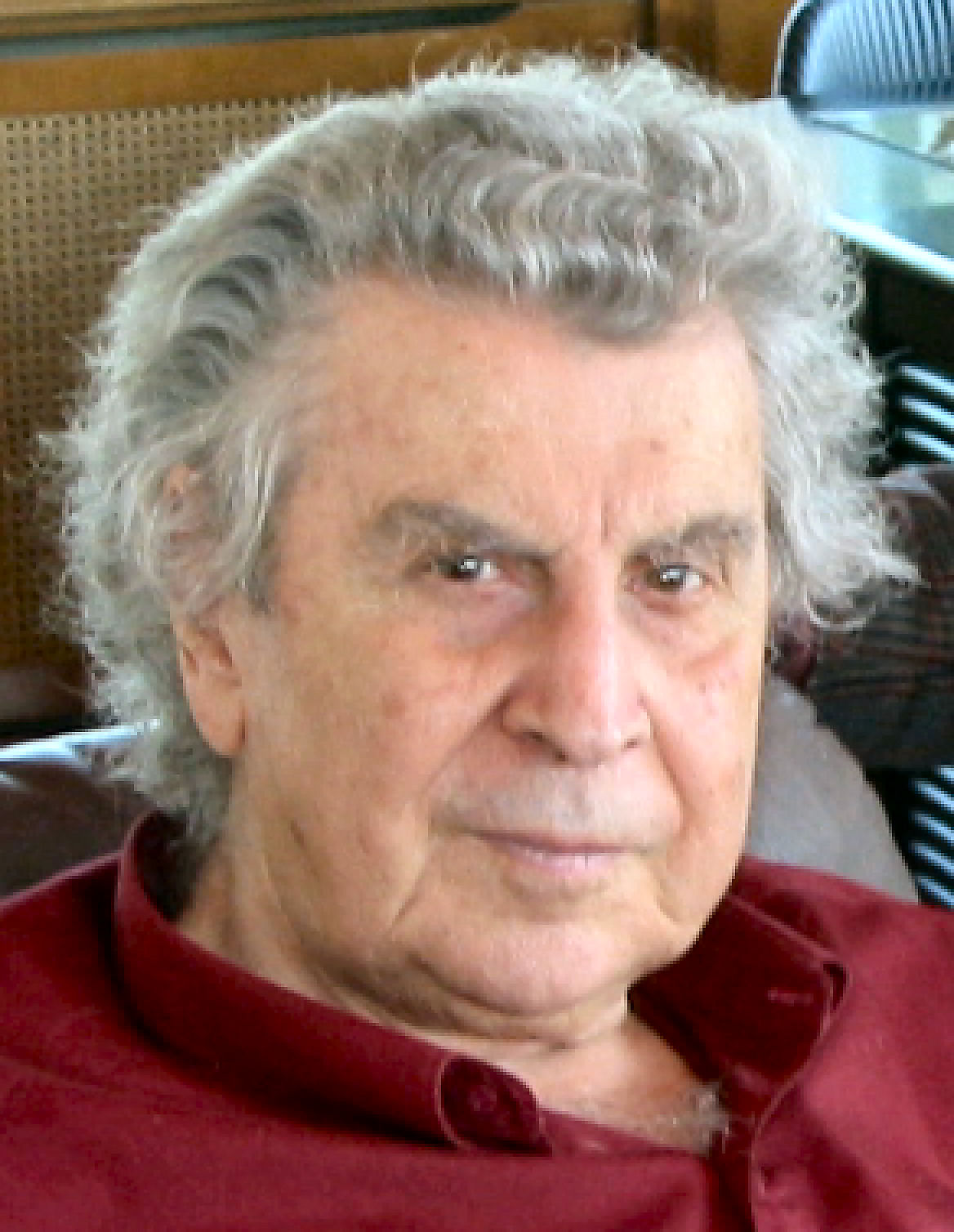
Míkis Theodorákis

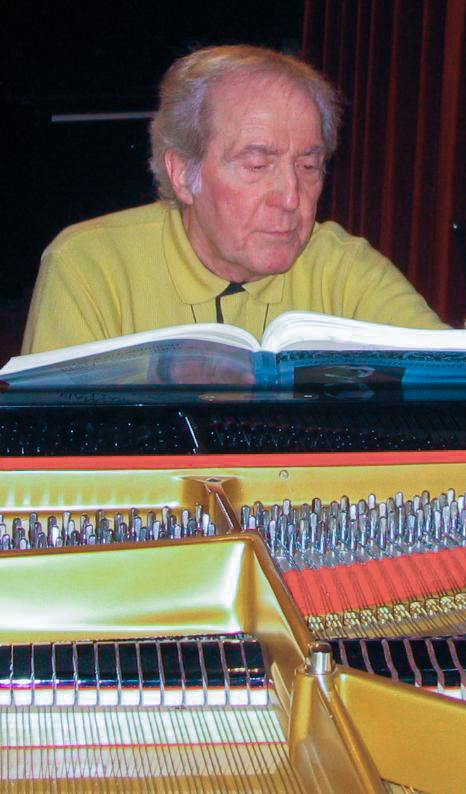
Aldo Ciccolini

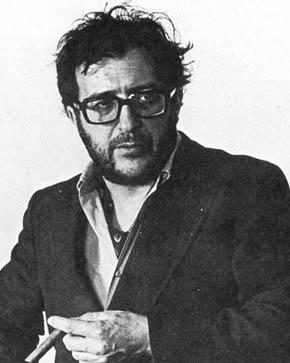
Luciano Berio

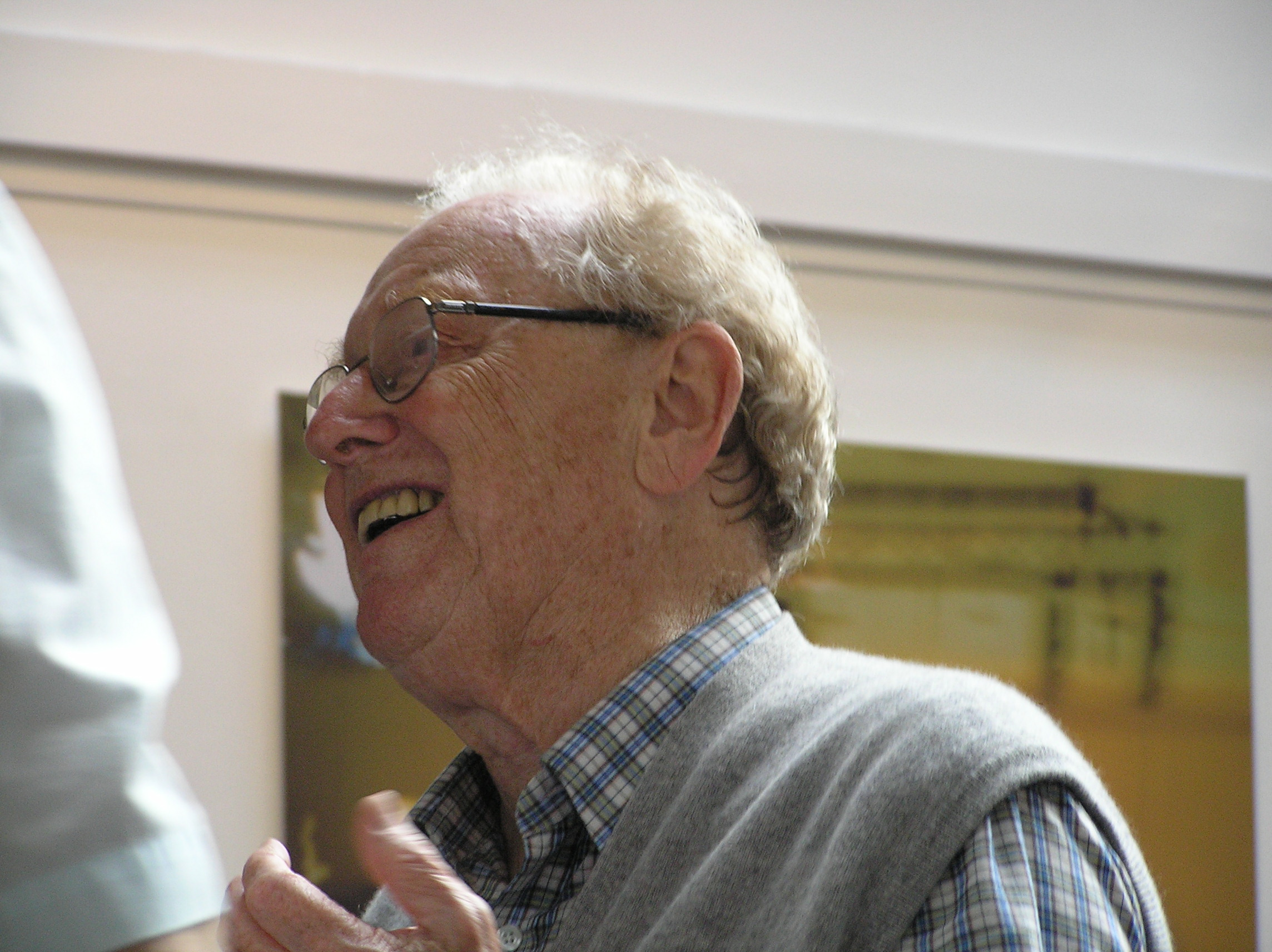
Sir Charles Mackerras

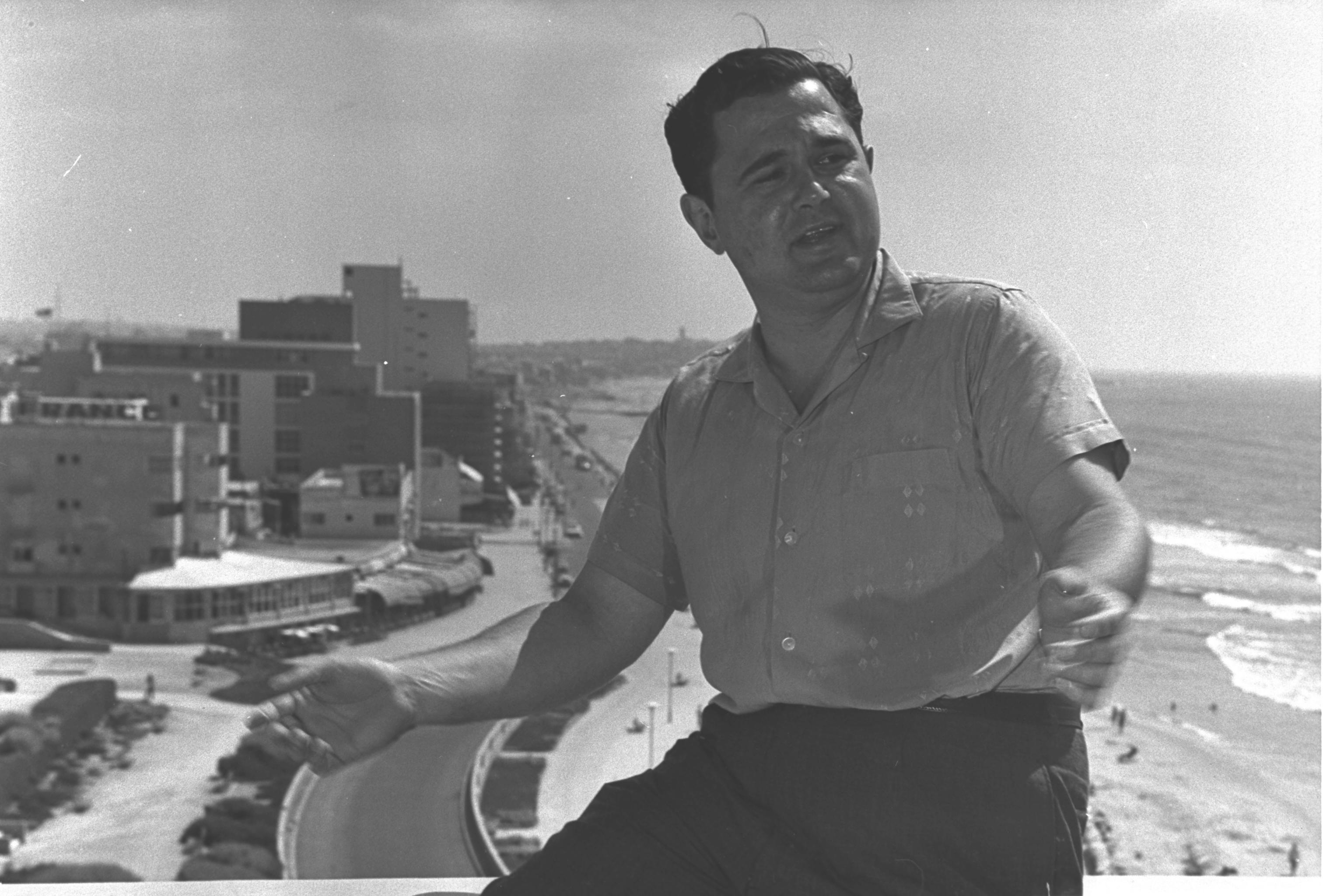
Eugene Istomin

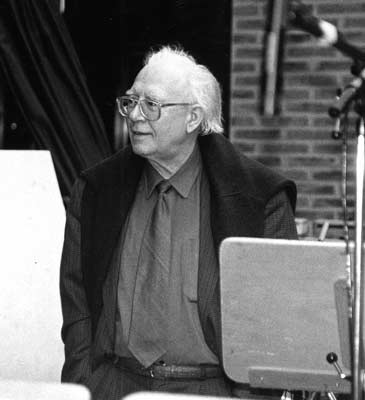
Bertold Hummel

- 2 janvier : Irina Arkhipova, chanteuse d'opéra soviétique († 11 février 2010).
- 12 janvier : Laurențiu Profeta, compositeur roumain († 22 août 2006).
- 14 janvier : Louis Quilico, chanteur d'opéra québécois († 15 juillet 2000).
- 19 janvier : Laurence Boulay, claveciniste et musicologue française († 29 janvier 2007).
- 21 janvier : Gilbert Dubuc, baryton belge († 17 juin 2023).
- 26 janvier : Daniel Chabrun, chef d'orchestre français († 12 décembre 2006).
- 2 février : Michel Philippot, compositeur français († 28 juillet 1996).
- 5 février : Amerigo Marino, chef d'orchestre américain († 26 avril 1988).
- 7 février : Marius Constant, compositeur et chef d'orchestre franco-roumain († 15 mai 2004).
- 19 février : Jindřich Feld, compositeur tchèque († 8 juillet 2007).
- 21 février : Winifred Hyson, compositrice et professeure de musique américaine († 6 décembre 2019).
- 27 février : Marin Constantin, chef d'orchestre et compositeur roumain († 1er janvier 2011).
- 18 mars : Jean-Christophe Benoît, baryton français († 21 février 2019).
- 21 mars : Peter Brook, metteur en scène, acteur, réalisateur et écrivain britannique.
- 26 mars : Pierre Boulez, compositeur et chef d'orchestre français († 5 janvier 2016).
- 30 mars : Ivo Malec, compositeur et chef d'orchestre d'origine croate et naturalisé français († 14 août 2019).
- 3 avril : Rudolf Stephan, musicologue allemand († 29 septembre 2019).
- 15 avril : Juan Oncina, ténor espagnol († 29 décembre 2009).
- 20 avril : Richard Hoffmann, compositeur, musicologue et éducateur américain.
- 26 avril : Wilma Lipp, chanteuse d'opéra autrichienne († 26 janvier 2019).
- 27 avril : Franzjosef Maier, violoniste et chef d'orchestre allemand († 16 octobre 2014).
- 2 mai : Anton Guadagno, chef d'orchestre italien naturalisé américain († 16 août 2002).
- 5 mai : Vladimir Vavilov, guitariste, luthiste et compositeur russe († 3 novembre 1973).
- 14 mai : Patrice Munsel, soprano américaine († 4 août 2016).
- 16 mai : Ginette Keller, compositrice française († 27 juin 2010).
- 22 mai : James King, ténor américain († 20 novembre 2005).
- 25 mai : 
  - Aldo Clementi, compositeur italien († 3 mars 2011).
  - Pavel Štěpán, pianiste tchèque († 30 septembre 1998).
- 28 mai : Dietrich Fischer-Dieskau, baryton allemand († 18 mai 2012).
  - Claude Prey, compositeur français d'œuvres lyriques († 13 février 1998).
  - Calvin Sieb, violoniste et pédagogue américain puis canadien († 21 mai 2007).
- 2 juin : 
  - Carlo Maria Badini, directeur d'opéra italien († 19 avril 2007).
  - Jacques Doucet, artiste lyrique, metteur en scène et directeur de théâtre français († 17 décembre 2009).
- 17 juin : Fiora Contino, cheffe d'orchestre et enseignante américaine († 5 mars 2017).
- 28 juin : Giselher Klebe, compositeur allemand († 5 octobre 2009).
- 30 juin : Anna Stella Schic, pianiste brésilienne († 1er février 2009).
- 4 juillet : Cathy Berberian, cantatrice américaine d'origine arménienne († 6 mars 1983).
- 11 juillet :
  - Charles Chaynes, compositeur français († 24 juin 2016).
  - Mattiwilda Dobbs, soprano américaine († 8 décembre 2015).
  - Nicolai Gedda, ténor suédois († 8 janvier 2017).
- 12 juillet :
  - Yasushi Akutagawa, compositeur et chef d'orchestre japonais († 31 janvier 1989).
  - Albert Lance, ténor français d'origine australienne († 15 mai 2013).
- 17 juillet : Anita Lasker-Wallfisch, violoncelliste britannique et une survivante de l'Orchestre des femmes d'Auschwitz.
- 28 juillet : André Boucourechliev, compositeur français († 13 novembre 1997).
- 29 juillet : Míkis Theodorákis, compositeur grec († 2 septembre 2021).
- 30 juillet : Antoine Duhamel, compositeur français († 11 septembre 2014).
- 2 août : Edith Borroff, musicologue et compositrice américaine († 10 mars 2019).
- 7 août : Julián Orbón, compositeur et critique musical hispano-cubain († 21 mai 1991).
- 10 août : Jacques Lonchampt, critique musical français († 27 décembre 2014).
- 15 août :
  - Aldo Ciccolini, pianiste italien puis français († 1er février 2015).
  - Robert Massard, baryton français.
- 23 août : Włodzimierz Kotoński, compositeur polonais († 4 septembre 2014).
- 10 septembre : Boris Tchaïkovski, compositeur russe et soviétique († 7 février 1996).
- 11 septembre : Harry Somers, compositeur canadien († 9 mars 1999).
- 5 octobre : Jürgen Jürgens, chef de chœur et professeur d'université allemand († 4 août 1994).
- 8 octobre : Irene Dalis, mezzo-soprano américaine († 14 décembre 2014).
- 20 septembre : Nelly Moretto, compositrice argentine († 24 novembre 1978).
- 22 septembre : James King, Heldentenor américain († 20 novembre 2005).
- 13 octobre : Pellegrino Ernetti, musicologue, moine et exorciste italien († 8 avril 1994).
- 21 octobre : Virginia Zeani, soprano roumaine († 20 mars 2023).
- 24 octobre : Luciano Berio, compositeur italien († 27 mai 2003).
- 29 octobre : Marcel Cellier, ethnomusicologue, musicien poly-instrumentiste, éditeur et producteur de musique († 13 décembre 2013).
- 31 octobre : Édith Weber, musicologue, française († 5 juillet 2024).
- 4 novembre : Kjerstin Dellert, soprano suédoise († 5 mars 2018).
- 7 novembre : Ernst Mosch, chef d'orchestre et compositeur allemand († 15 mai 1999).
- 13 novembre : Étienne Vatelot, luthier français († 13 juillet 2013).
- 15 novembre : Jurriaan Andriessen, compositeur néerlandais († 19 août 1996).
- 17 novembre : Charles Mackerras, chef d'orchestre australien d'origine américaine († 14 juillet 2010).
- 22 novembre : Gunther Schuller, compositeur, corniste et chef d'orchestre américain.
- 25 novembre : Nicole Henriot-Schweitzer, pianiste française († 4 février 2001).
- 26 novembre : Eugene Istomin, pianiste américain († 10 octobre 2003).
- 27 novembre : Bertold Hummel, compositeur allemand († 9 août 2002).
- 21 décembre : André Turp, ténor canadien († 25 février 1991).
- 26 décembre : Thea King, clarinettiste britannique († 26 juin 2007).
- 31 décembre : Jaap Schröder, violoniste et chef d'orchestre néerlandais († 1er janvier 2020).

## Décès

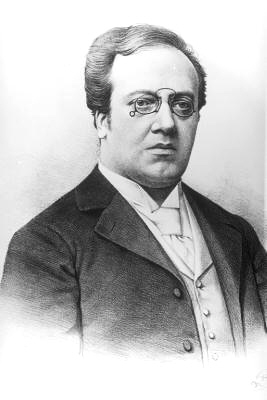
Ferdinand Löwe

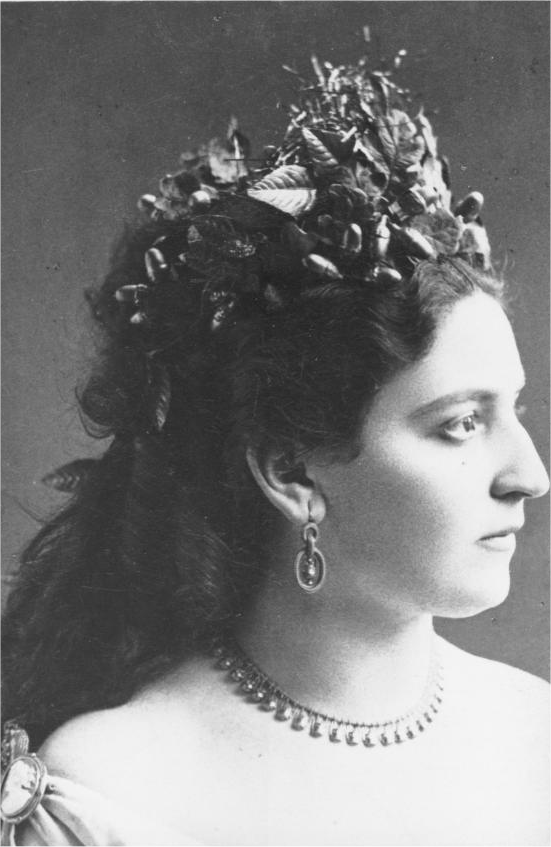
Caroline von Gomperz-Bettelheim

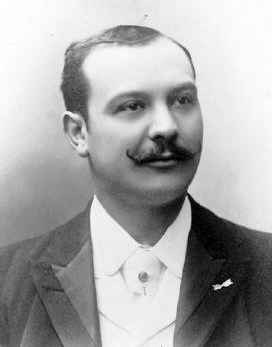
André Hekking

- 6 janvier : Ferdinand Löwe, chef d'orchestre autrichien (° 19 février 1865).
- 4 février : Marie Jaëll, pianiste, compositrice et pédagogue française (° 17 août 1846).
- 14 février : Giuseppe Donati, inventeur de l'ocarina (° 2 décembre 1836).
- 20 février : Marco Enrico Bossi, organiste, compositeur, improvisateur et pédagogue italien (° 25 avril 1861).
- 21 février : Fernando De Lucia, ténor italien (° 11 octobre 1860).
- 4 mars : Moritz Moszkowski, compositeur allemand (° 23 août 1854).
- 11 mars : Andreas Hallén, compositeur suédois (° 22 décembre 1846).
- 27 mars : Oscar Depuydt, compositeur, organiste et pédagogue belge flamand (° 20 octobre 1858).
- 29 mars : Stella Stocker, compositrice et chef de chœur américaine (° 3 avril 1858).
- 3 avril : Jean de Reszke, ténor et pédagogue d'origine polonaise (° 14 janvier 1850).
- 22 avril : André Caplet, compositeur et chef d'orchestre français (° 23 novembre 1878).
- 25 avril : George Stephănescu, compositeur roumain (° 13 décembre 1843).
- 2 mai : Prosper Mortou, musicien français (° 23 octobre 1862).
- 5 mai : Otto Lohse chef d'orchestre et compositeur allemand (° 21 septembre 1858).
- 12 mai : Arthur Napoleão, éditeur de musique, marchand d'instruments, pianiste et compositeur brésilien (° 6 mars 1843).
- 25 mai : Élie Poirée, musicographe et compositeur français (° 9 octobre 1850).
- 26 juin : Ernesto Drangosch, pianiste et compositeur argentin (° 22 janvier 1882)
- 1er juillet : Erik Satie, compositeur et pianiste français (° 17 mai 1866).
- 6 juillet : Antoine Taudou, violoniste et compositeur français (° 24 août 1846).
- 2 août : Laura Rappoldi, pianiste et compositrice autrichienne (° 14 janvier 1853).
- 4 août : Charles W. Clark, baryton et professeur de chant (° 15 octobre 1865).
- 5 août : Joséphine Boulay, organiste et compositrice française (° 22 mai 1869).
- 11 août : Charles Fargues, hautboïste et compositeur français. (° 20 juillet 1845).
- 15 septembre : Leonard Borwick, pianiste britannique (° 26 février 1868).
- 16 septembre : Leo Fall, compositeur autrichien (° 2 février 1873).
- 7 octobre : Paul de Choudens, musicien, éditeur de musique, poète et librettiste français (° 5 juin 1850).
- 12 novembre : Roman Statkowski, compositeur polonais (° 24 décembre 1859).
- 14 novembre : Agnes Zimmermann, pianiste et compositrice allemande (° 5 juillet 1847).
- 26 novembre : Johannes Haarklou, compositeur norvégien (° 13 mai 1847).
- 27 novembre : Edmond Laurens, compositeur et pédagogue français (° 10 novembre 1852).
- 9 décembre : Eugène Gigout, organiste et compositeur français (° 23 mars 1844).
- 10 décembre : Paul de Wit, éditeur et collectionneur d'instruments de musique néerlandais (° 4 janvier 1852).
- 13 décembre : Caroline von Gomperz-Bettelheim, pianiste et chanteuse d'opéra austro-hongroise (° 1er juin 1845).
- 14 décembre : André Hekking, violoncelliste français (° 20 juillet 1866).
- 15 décembre : Jules Auguste Wiernsberger, compositeur français (° 5 juillet 1857).
- 27 décembre : Guido Menasci, librettiste d'opéra italien (° 24 mars 1867).

Date indéterminée
- Auguste Larriu, musicien français, organiste et compositeur (° 17 décembre 1840).